# Percichthys
Percichthys is een geslacht van straalvinnige vissen uit de familie van de zaagbaarzen (Percichthyidae).

## Soorten
- Percichthys chilensis Girard, 1855
- Percichthys colhuapiensis MacDonagh, 1955
- Percichthys laevis (Jenyns, 1840)
- Percichthys melanops Girard, 1855
- Percichthys trucha (Valenciennes, 1833)